# Almagreira (Vila do Porto)
Almagreira es una freguesia portuguesa del concelho de Vila do Porto, con 10,58 km² de superficie y 537 habitantes (2001). Su densidad de población es de 50,8 hab/km².